# Daiki Kasho
Daiki Kasho (嘉生 大樹?, Kashou Daiki; Tokyo, 2 novembre 1976) è un compositore giapponese, noto per aver composto colonne sonore di videogiochi automobilistici, in particolare la serie di Gran Turismo.

## Discografia
- Alundra 2: A New Legend Begins (1999)
- Gran Turismo 2 (1999)
- Omega Boost (1999)
- Bealpareth (2000)
- Gran Turismo 3: A-Spec (2001)
- Phase Paradox (2001)
- Gran Turismo Concept (2002)
- Tokyo Xtreme Racer 3 (2002)
- F-Zero GX - con Hidenori Shoji (2003)
- Tokyo Xtreme Racer: Drift (2003)
- Gran Turismo 4 (2004)
- Kaido Racer (2004)
- Tokyo Xtreme Racer: Drift 2 (2005)
- Gran Turismo HD Concept (2006)
- Le Chevalier D'Eon (2006)
- Gran Turismo 5 Prologue (2007)
- Gran Turismo 5 (2010)
- Gran Turismo 6 (2013)
- Gran Turismo Sport (2017)
- Blue Reflection Ray (2021)
- World's End Harem (2021)
- Gran Turismo 7 (2022)